# 市川市立第四中学校
市川市立第四中学校（いちかわしりつ だいよんちゅうがっこう）は、千葉県市川市中山一丁目にある公立中学校。

## 歴史
- 1947年（昭和22年） 市川市立高等女学校の一部を併用して開校
- 1948年（昭和23年） 市川市八幡78番地旧京成工業学校跡に移転
- 1950年（昭和25年） 市川市中山町3-45に新校舎落成
- 1959年（昭和34年）市川市立第六中学校を分離
- 1979年（昭和54年）市川市立下貝塚中学校を分離

## 部活
- サッカー部
- 野球部
- 男子テニス部
- 女子テニス部
- 男子バスケットボール部
- 女子バスケットボール部
- バレーボール部
- 陸上競技部
- 剣道部
- コンピューター部
- 茶道部
- 華道部

## 著名な卒業生
- 高田雄一 - ベーシスト(ELLEGARDEN)